# Mark Foggo

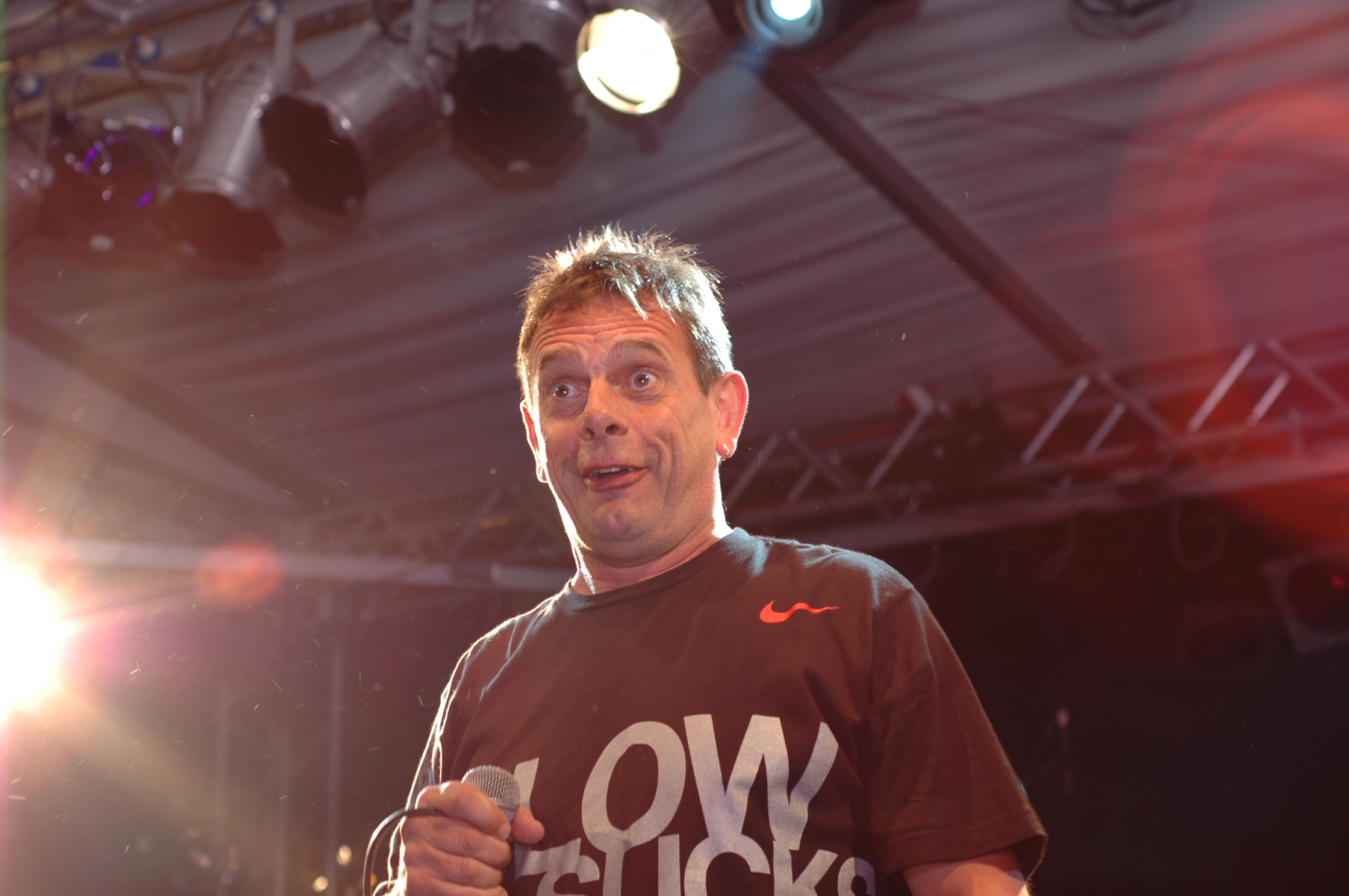
Mark Foggo tijdens het Rock over Kiebitzseefestival 2005

Mark Foggo (Liverpool), is een Brits skamuzikant.
Foggo speelde vanaf zijn veertiende als gitarist in diverse bandjes. Hij verhuisde halverwege de jaren zeventig naar Londen. Foggo speelde in het Londense clubcircuit en streefde een carrière als muzikant na.

## Mark Foggo & Secret Meeting
Mark Foggo kwam via Londen in Nederland terecht en vormde hier de groep Mark Foggo & The Secret Meeting, een samenstelling van twee leden van de Leeuwarder band Deuce - te weten Simon van der Veen en Melvin van Eldik - en de Heerenveense band Pavane, waarin onder meer Willy Huisman toetsen speelde. Drummer werd Steve Keen, evenals Foggo uit Liverpool afkomstig.
De band speelde een kruising tussen new wave en 2 Tone-ska en maakte als "Mark Foggo & The Secret Meeting" de lowbudgetsingle New Shoes. Het werd de eerste single van het label Top Hole, het platenlabel van Jos Haijer. De band kwam als tweede uit de wedstrijd van de beste band van Nederland, georganiseerd door onder andere Muziek Expres en Mars. Polydor benaderde Foggo met een contract. Het album Speeding My Life away werd uitgebracht inclusief een nieuwe versie van het nummer New Shoes, dat een redelijk commercieel succes werd en werd gedraaid op radio en televisie.
The Secret Meeting was een afwisselende groep muzikanten rondom Foggo. In 1980 was de bezetting: Willy Huisman toetsen, Rob Elzinga sologitaar, Melvin van Eldik basgitaar, Arjen Kamminga drums, Mark Foggo zang en gitaar.

## Mark Foggo's Skasters
Foggo verzamelde in 1987 een nieuwe groep, Mark Foggo's Skasters genaamd; Met vast bandlid sinds 1982 saxofonist Paul Berding en drummer George Coenraad . Hij nam in 1989 het vrij harde ska-album SKA PIG op dit album zorgde voor zijn Europese doorbraak als ska-artiest. Enigszins later werd het album door MTV Duitsland bestempeld als een klassieker en mijlpaal in het ska genre. Mark Foggo begon een groot aantal shows in Europa te spelen. Na Ska Pig zijn er nog zo'n 10 cd's en een assortiment aan ep's en singles uitgebracht. In 2006 werd via een label gevestigd in Tokio een speciale "best of"-editie voor de Japanse markt uitgebracht. Sindsdien toert Mark Foggo ook regelmatig door Japan.
In 2000 richtte Foggo samen met anderen de skaband The Babyshakers op. Dit project was tijdelijk en stopte in 2001 weer.

## Discografie

### Singles

#### Mark Foggo & the Secret Meeting
- 1980 - New Shoes/It Get's You Down
- 1980 - New Shoes/Out of Place
- 1981 - New Shoes/Ace of Spades

#### Mark Foggo
- 1982 - Advertising/Human Error
- 1983 - The innocence of youth/You never asked
- 1983 - Miss understanding/Hold on to your hat
- 1983 - Caribbean island/Seems like years
- 1985 - Weapons and guitars/Human Error
- 1985 - I Never Promised You Anything/Posers
- 1985 - Taking things too far/Oops I did it again

#### Mark Foggo's Skasters
- 1997 - Hashish Uit Amsterdam

### Albums

#### Mark Foggo & the Secret Meeting
- 1980 - Speeding My Life Away

#### Mark Foggo
- 1983 - A State Of Mind
- 1985 - Weapons + Guitars

#### Mark Foggo's Skasters
- 1989 - Ska Pig
- 1990 - Live
- 1992 - Couldn't Play Ska
- 1994 - Lucky To Be Alive
- 1996 - Haircut
- 1997 - The St. Valentines Day Massacre
- 2001 - The Best Of...
- 2002 - The Missionaries Of Ska2
- 2005 - You Shot Me!!!!!
- 2006 - It`s only a game
- 2010 - Mad
- 2019 - Ska Pig Returns!